# Kecamatan Alor Barat Daya
Kecamatan Alor Barat Daya är ett distrikt i Indonesien.   Det ligger i provinsen Nusa Tenggara Timur, i den sydöstra delen av landet, 2 000 km öster om huvudstaden Jakarta. Kecamatan Alor Barat Daya ligger på ön Alor Island.